# Нисино, Акира
Акира Нисино (яп. 西野 朗 Нисино Акира, род. 7 апреля 1955, Урава, Сайтама) — японский футболист, главный тренер сборной Японии на чемпионате мира 2018 года. С 17 июля 2019 года по 29 июля 2021 года — главный тренер национальной и молодёжной сборной Таиланда.

## Клубная карьера
На протяжении своей футбольной карьеры выступал за клуб «Хитачи», к которому присоединился после окончания университета Васэда в 1978 году. В 1982 году команда заняла второе место в национальном чемпионате. По итогам сезона 1985/86 Нисино был включён в символическую сборную лиги. Завершил игровую карьеру в 1990 году.

## Карьера в сборной
С 1977 по 1978 год сыграл за национальную сборную Японии 12 матчей, в которых забил 1 гол. Дебютным матчем Нисино стала встреча со сборной Израиля 6 марта 1977. После этого он провел еще несколько игр в рамках квалификации на чемпионат мира 1978 года.

## Тренерская карьера
После окончания игровой карьеры, в 1990 году, Нисино стал тренером «Хитачи», (позже — «Касива Рейсол»). С 1991 года он руководил молодежной сборной Японии (до 20 лет) и олимпийской сборной Японии (до 23 лет). В 1996 году олимпийская команда прошла квалификацию и приняла участие в Олимпийских играх, впервые за 28 лет после 1968 года, где Япония завоевала бронзовые медали. На этом турнире, национальная команда в первом матче одолела Бразилию, что было названо «чудом в Майами». Но, несмотря на еще одну победу над Венгрией, Япония уступила будущим чемпионам — нигерийцам и не смогла выйти из группы.
В 1997 году Ниcино вернулся в «Касива Рейсол» и через год стал главным тренером команды. В 1999 году под его руководством клуб стал обладателем Кубка лиги. В 1999 и 2000 годах клуб занимал третье место в Джей-лиге, за что Нисино был признан лучшим тренером. Но в июле 2001 года он был уволен. В 2002 году он подписал контракт с «Гамба Осака» и через три года привел его к победе в чемпионате, впервые в истории клуба, за что Нисино также получил награду как лучший тренер. А в 2008 году команда выиграла Азиатскую Лигу чемпионов и заняла третье место на Клубном Чемпионате Мира. И Нисино был признан тренером года в АФК. «Гамба Осака» также становилась обладателем Кубка лиги в 2007 и 2008 годах и Кубка Императора в 2009 году. В 2011 году он ушел в отставку. В мае следующего года Нисино подписал контракт с «Виссел Кобе», где сменил Масахиро Вада. Но уже в ноябре был уволен. В 2014 году Нисино стал главным тренером «Нагоя Грампус» и руководил клубом до 2015 года.
В марте 2016 года Ниcино пригласили в Японскую федерацию футбола в качестве технического директора. А 9 апреля 2018 года, после увольнения Вахида Халилходжича, он возглавил сборную Японии. Не в пользу Нисино играло время — до начала чемпионата мира по футболу 2018 оставалось 70 дней, а опыта на таком ответственном посту не было вовсе. Тем не менее, на турнире Япония сотворила историю — победа над Колумбией стала первым поражением сборной Южноамериканской федерации от азиатской команды. Сыграв вничью с Сенегалом и проиграв Польше,  Япония все-таки вышла в плей-офф турнира, что не удалось сделать ни одной другой азиатской команде на этом чемпионате. В 1/8 финала японцы проиграли Бельгии со счетом 2-3, хотя по ходу матчи они вели в счете Изначально, контракт с Нисино был подписан на время работы на чемпионате мира, и после вылета Японии с турнира, в июле, он покинул свой пост.
Спустя год Нисино был назначен главным тренером национальной и олимпийской (до 23 лет) сборных Таиланда.

## Достижения

### Командные

#### В качестве тренера
«Касива Рейсол»
- Обладатель Кубка лиги: 1999

«Гамба Осака»
- Победитель Джей-лиги: 2005
- Обладатель Кубка лиги: 2007
- Обладатель Кубка Императора: 2008, 2009
- Обладатель Суперкубка Японии: 2007
- Победитель Азиатской Лиги чемпионов: 2008

### Личные

#### В качестве игрока
- Символическая сборная Японской футбольной лиги: 1985/86

#### В качестве тренера
- Тренер года в Джей-лиге: 2000, 2005
- Тренер года в Азиатской конфедерации футбола: 2008

## Статистика

### В клубе
| Сезон   | Клуб   | Лига                         | Матчи | Голы |
| ------- | ------ | ---------------------------- | ----- | ---- |
| 1978    | Хитачи | Чемпионат Японии. Дивизион 1 | 13    | 1    |
| 1979    | Хитачи | Чемпионат Японии. Дивизион 1 | 12    | 0    |
| 1980    | Хитачи | Чемпионат Японии. Дивизион 1 | 15    | 6    |
| 1981    | Хитачи | Чемпионат Японии. Дивизион 1 | 8     | 1    |
| 1982    | Хитачи | Чемпионат Японии. Дивизион 1 | 15    | 4    |
| 1983    | Хитачи | Чемпионат Японии. Дивизион 1 | 18    | 2    |
| 1984    | Хитачи | Чемпионат Японии. Дивизион 1 | 17    | 2    |
| 1985/86 | Хитачи | Чемпионат Японии. Дивизион 1 | 22    | 12   |
| 1986/87 | Хитачи | Чемпионат Японии. Дивизион 1 | 17    | 1    |
| 1987/88 | Хитачи | Чемпионат Японии. Дивизион 2 |       |      |
| 1988/89 | Хитачи | Чемпионат Японии. Дивизион 2 |       |      |
| 1989/90 | Хитачи | Чемпионат Японии. Дивизион 1 | 6     | 0    |
| Итого   | Итого  | Итого                        | 143   | 29   |

### В сборной
| Сборная Японии | Сборная Японии | Сборная Японии |
| Год            | Матчи          | Голы           |
| -------------- | -------------- | -------------- |
| 1977           | 4              | 0              |
| 1978           | 8              | 1              |
| Итого          | 12             | 1              |

### Тренерская статистика
| Команда       | С     | До    | Статистика | Статистика | Статистика | Статистика | Статистика |
| Команда       | С     | До    | И          | В          | П          | Н          | Побед %    |
| ------------- | ----- | ----- | ---------- | ---------- | ---------- | ---------- | ---------- |
| Касива Рейсол | 1998  | 2001  | 109        | 67         | 2          | 40         | 61.47      |
| Гамба Осака   | 2002  | 2011  | 328        | 172        | 67         | 89         | 52.44      |
| Виссел Кобе   | 2012  | 2012  | 19         | 5          | 6          | 8          | 26.32      |
| Нагоя Грампус | 2014  | 2015  | 68         | 26         | 16         | 26         | 38.24      |
| Япония        | 2018  | 2018  | 7          | 2          | 1          | 4          | 28.57      |
| Всего         | Всего | Всего | 531        | 272        | 92         | 167        | 51.22      |